# Abbaye de Saint-Savin-en-Lavedan
L'abbaye de Saint-Savin fut un des plus grands centres religieux du pays de Bigorre. Le monastère date au moins du Xe siècle et a été construit en lieu et place d'un fort gallo-romain dénommé anciennement Palatium Æmilianum (« Palais Émilien ») par Charlemagne.
Au moins à l'époque des mauristes, elle possède des armoiries qui peuvent se blasonner ainsi : « D'azur à la palme d'or en barre, sur laquelle broche un coutelas d'argent, un E d'or en chef accosté de deux fleur de lys des mêmes, une autre en pointe ».
Saint Savin fut ermite au pays de Bigorre au VIIIe siècle.

## Dérivés du nom
L'abbaye de Saint-Savin-en-Lavedan ou Santi Savini di Bigorra ou Santi Savini Levitanensis.

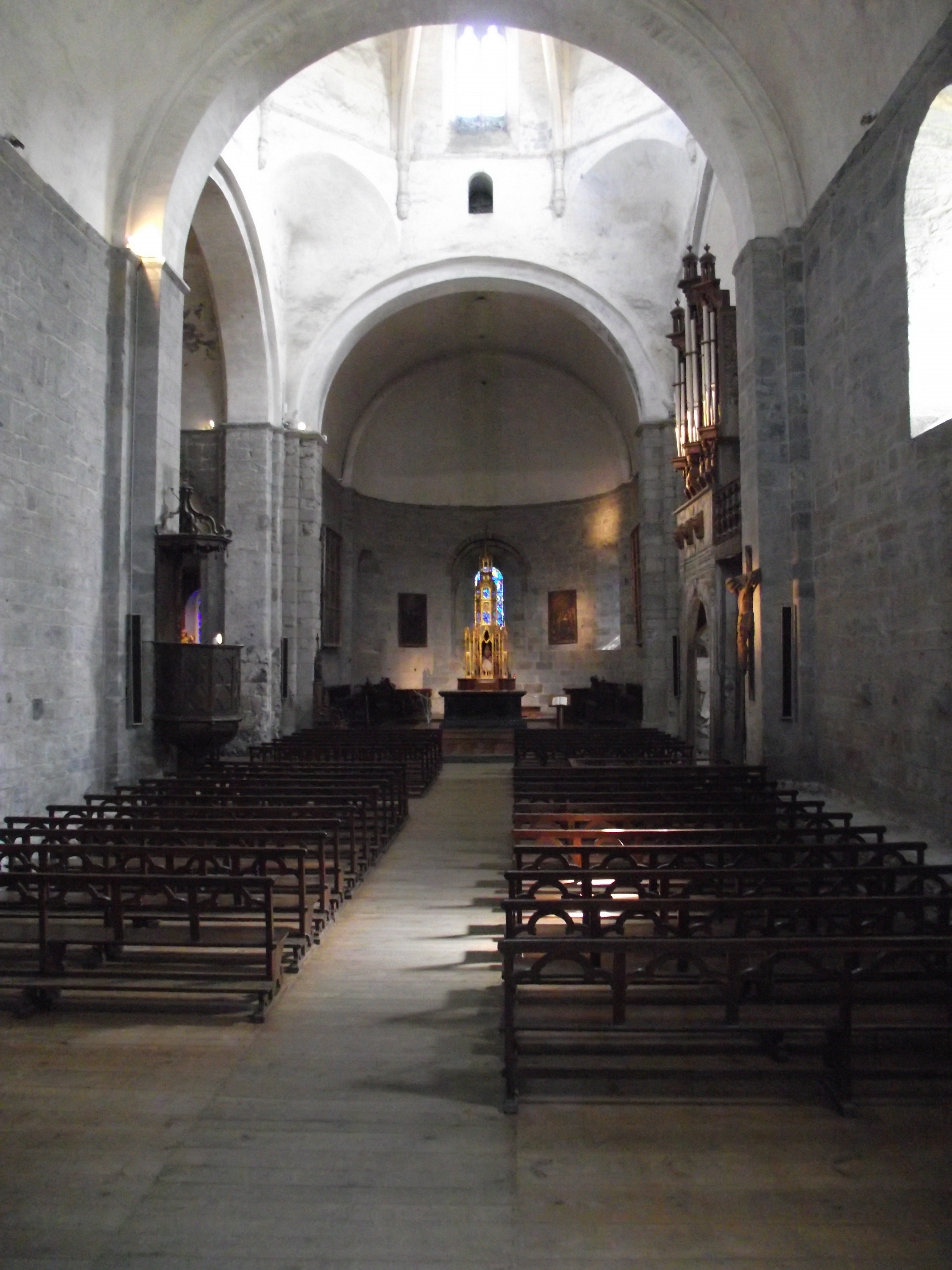
Nef de l'abbatiale.
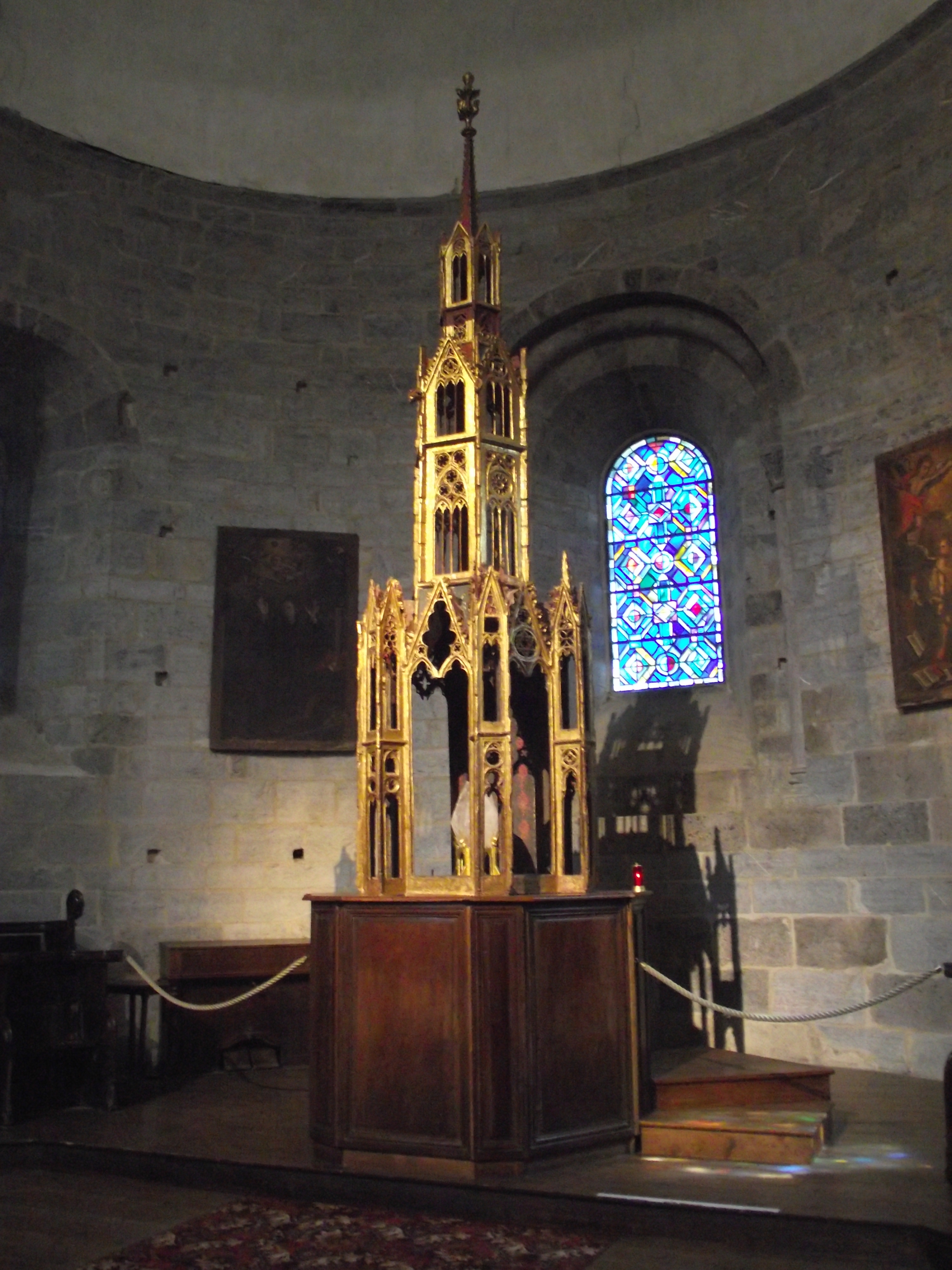
Tabernacle.

## Histoire
Selon Pulci dans son poème Il Morgante maggiore Roland, personnage central de la Chanson de Roland serait passé en l'abbaye .
En 841, le monastère est pillé et brûlé par les Normands ; il l'aurait été antérieurement par les Sarrazins.
En 945, le comte Raymond Ier de Bigorre la dote richement, lui attribuant un territoire dénommé le Pascal de Saint-Savin  comprenant les huit villages de Saint-Savin (Sen Sabi), Castet, Lau (Laou), Balagnas, Adast (Adas), Nestalas, Soulom et Us ; l'église Saint-Jean-de-Saint-Savin était leur église paroissiale commune.
En 1080 elle s'unifie à l'abbaye Saint-Victor de Marseille.
En 1130 un duel ordonné par Bernard d'Arzicac et Centulle II de Bigorre, comte de Bigorre opposera l'abbé de l'abbaye aux habitants du val d'Azun au sujet d'une sépulture.
La reine Marguerite et sa cour s'y réfugia lors des inondations de Cauterets.
Au XIIIe siècle, l'abbaye contrôle encore le territoire des sept villages précités.
Le 21 juin 1660 à 4 h 15 du matin, le monastère subit un immense séisme, dit séisme de 1660 en Bigorre. Beaucoup de bâtiments de cette vaste abbaye furent fendus et dévastés. Comme il s'agissait du dégât le plus important de Saint-Savan, le monastère dut devenir dorénavant très modeste.
De surcroît, à partir du XVIe siècle, l'abbaye périclite (destructions liées aux guerres de Religion, relâchements de discipline, abbaye placée en commende) et les bâtiments se dégradent malgré une tentative de restauration au XVIIe siècle par des moines de la Congrégation de Saint-Maur. Trois moines seulement y résident en 1790. L'année suivante l'église devient paroissiale et les bâtiments monastiques, devenus biens nationaux sont vendus. L'abbaye sert de carrière de pierre et la salle capitulaire devient une écurie. En 1854, un autre grave tremblement de terre provoque des destructions supplémentaires.
Pourtant, Prosper Mérimée ordonne la restauration de l'église abbatiale en 1855, sauvant le bâtiment de la ruine.

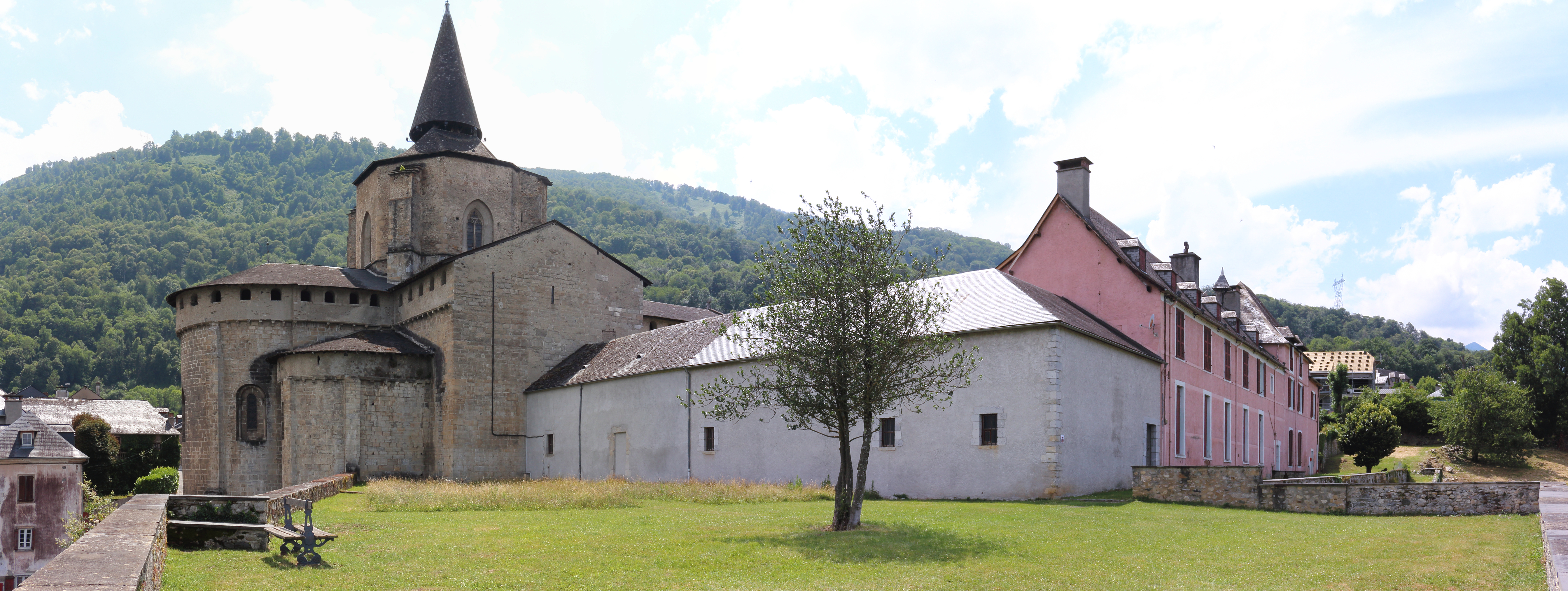
Vue d'ensemble des bâtiments en 2018.
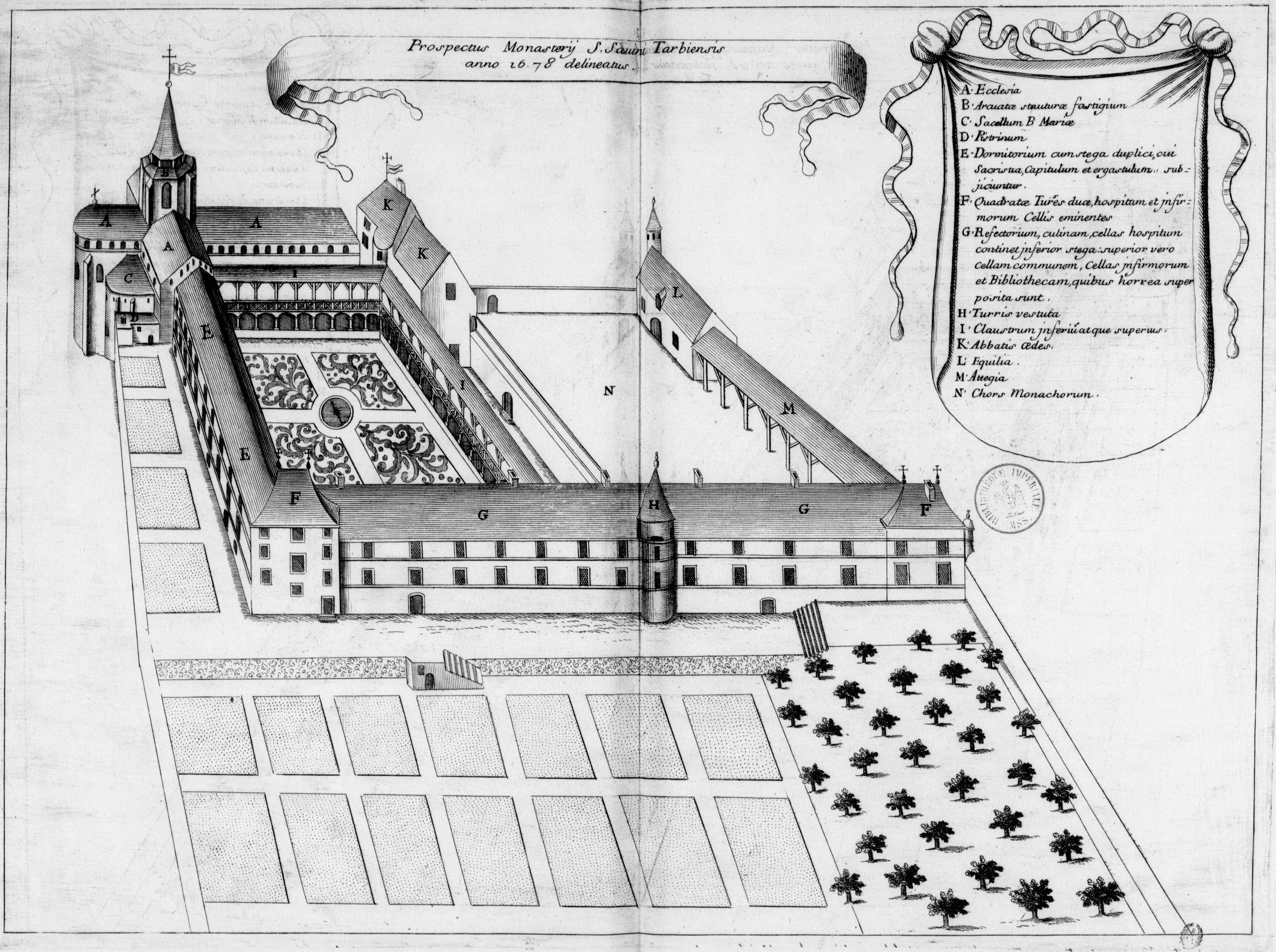
L’abbaye au XVIIe siècle, planche gravée du Monasticon Gallicanum.
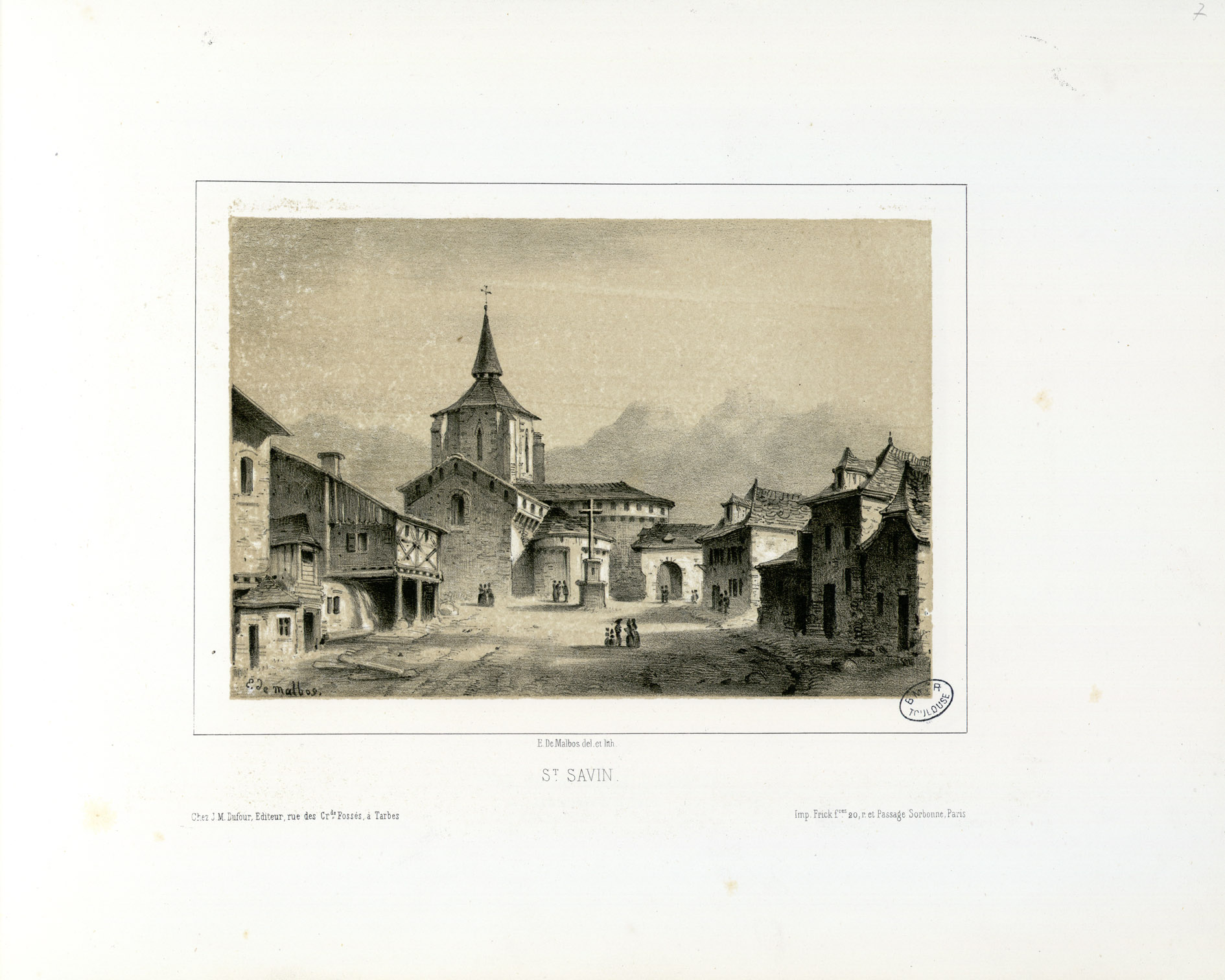
Saint-Savin, lithographie d'Eugène de Malbos (1811-1855).
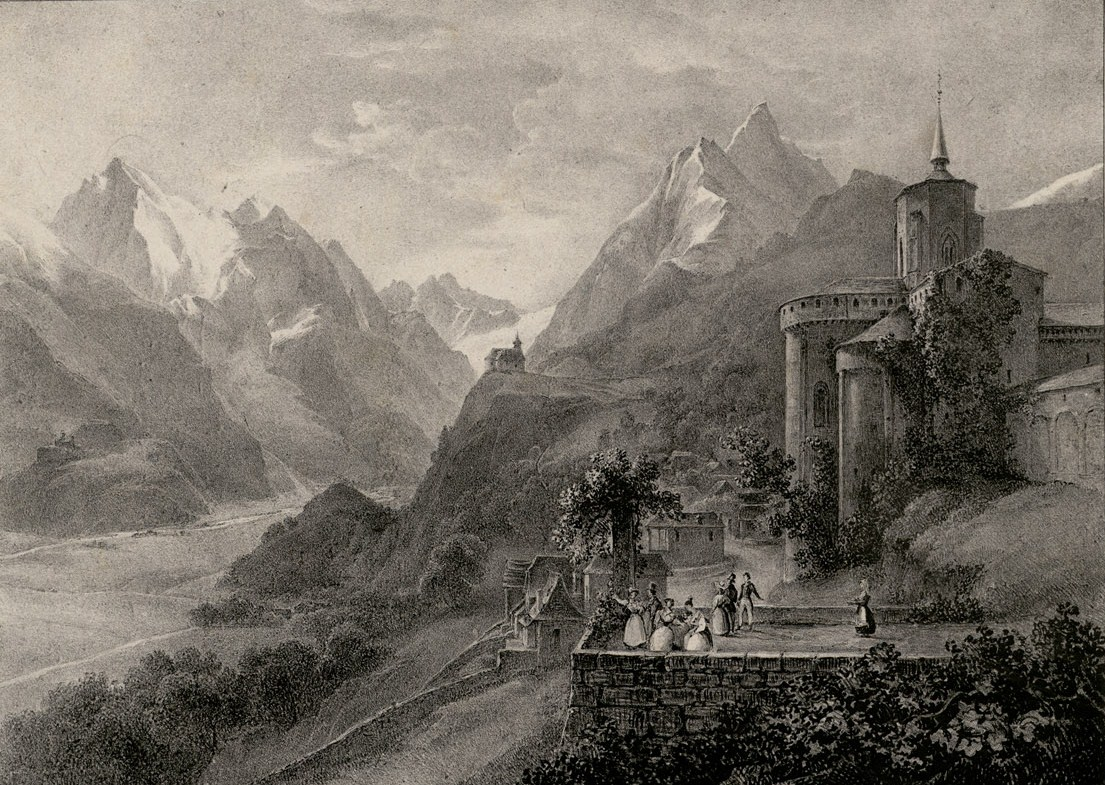
Saint-Savin, lithographie de Joséphine Sarazin de Belmont (1790-1870).
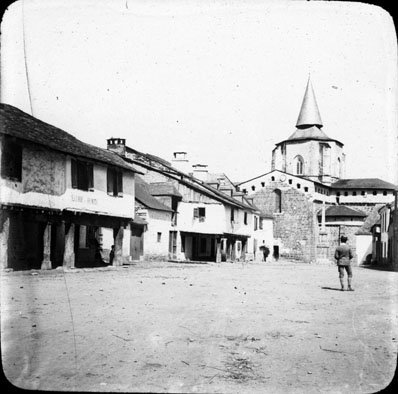
Saint-Savin (Hautes-Pyrénées) dans la seconde moitié du XIXe siècle, photo.

## Archéologie
Au XVIIIe siècle, Gustave Bascle de Lagréze, procureur de la république, historien et archéologue, constate la présence de débris antiques, témoignages de la présence de Celtibères ainsi que des médailles et armes romaines.

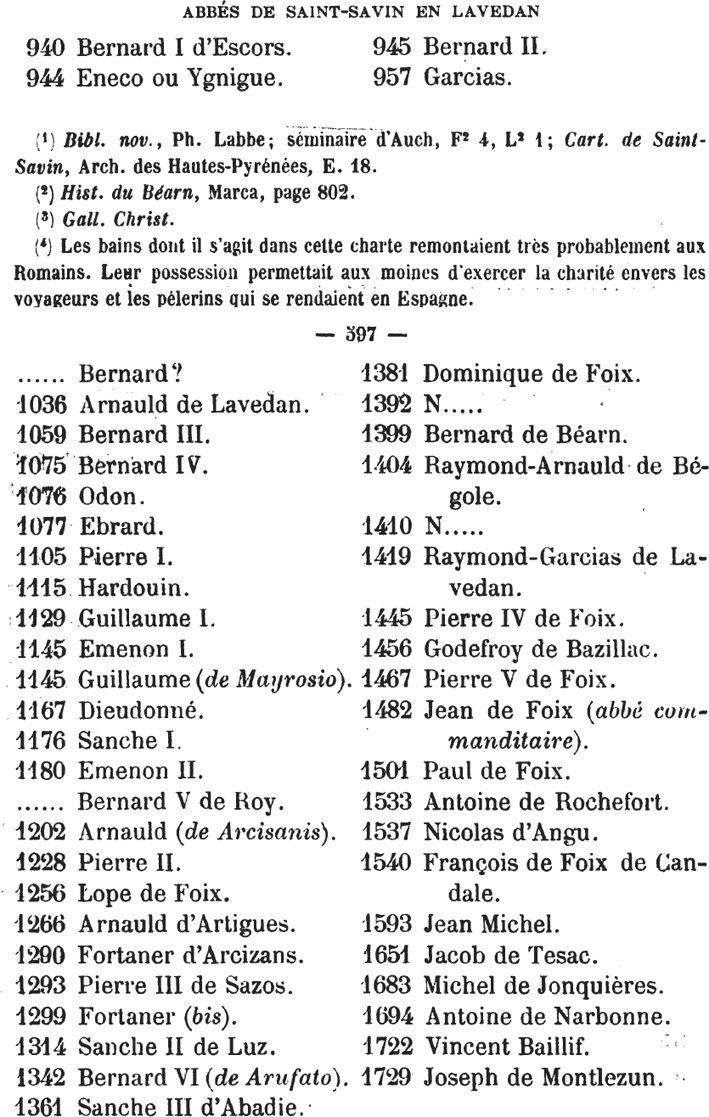
Liste Abbés

## Abbés
- Vers 945 Eneco d'Ygnigue, 947 à 957 Bernard I d'Escors ; vers 980 Garcias…liste sur Gallica[14]
- Liste plus complète (jusqu'au début du XVIIIe siècle) tout le ch. 4 de Gustave Bascle de Lagrèze, Monographie de Saint-Savin de Lavedan p.65ss.

## Biens et dimes
Raymond-Arnaud d'Arcizas avec Raymond de Vieusac furent présents au don de la moitié de la dime d'Azos par Arnaud de Tors en l'an 1083.
Pierre de Silhen et son fils font donation en 1130 de la dime de l'église de Silhen à l'abbaye de Saint-Savin-en-Lavedan.
En 1157 Arnaud d'Arcizas signa la donation faite au monastère de Saint-Savinde de la terre d'Uz par Gailliarde d'Orout.
La maison d'Arcizac ou d'Arcizas originaire de Arcizans-Dessus ou Arcizans-Avant a notoirement participé aux richesses de l'abbaye.